# フラーネケラデール
フラーネケラデール （蘭：Franekeradeel、[ˈfraːnəkəraˑˌdeːɫ] ( 音声ファイル) 、西フリジア語：Frentsjerteradiel ）は、オランダ北部のフリースラント州にあった基礎自治体（ヘメーンテ）。人口20,581人（2007年）。

## 概要
フラーネケラデールは、フリースラント州の西部にあった基礎自治体で、州都レーワルデンの西方に位置する。北部はワッデン海に面している。1984年、旧フラーネケラデール自治体に旧フラーネケル市と旧バーラデール自治体の一部を合わせてできた。2018年1月1日、ヘット・ビルト（het Bildt）など他の基礎自治体と合併し、ワートフケ（Waadhoeke）自治体へ移行した。
自治体の中心市街地であるフラーネケル地区には、世界初の「プラネタリウム」を展示したアイゼ・アイジンガー・プラネタリウムがある。18世紀末、アマチュアの天文学者アイゼ・アイジンガーは、人々に正しい天文学の知識を伝えるために太陽系儀を製作し、この装置に「プラネタリウム」と名付けた。「プラネタリウム」という言葉が使われたのは、これが最初である。